# Chiesa di Santa Maria a Cintoia (Firenze)
La chiesa di Santa Maria a Cintoia è un luogo di culto cattolico che si trova in via del Saletto a Firenze.

## Storia e descrizione

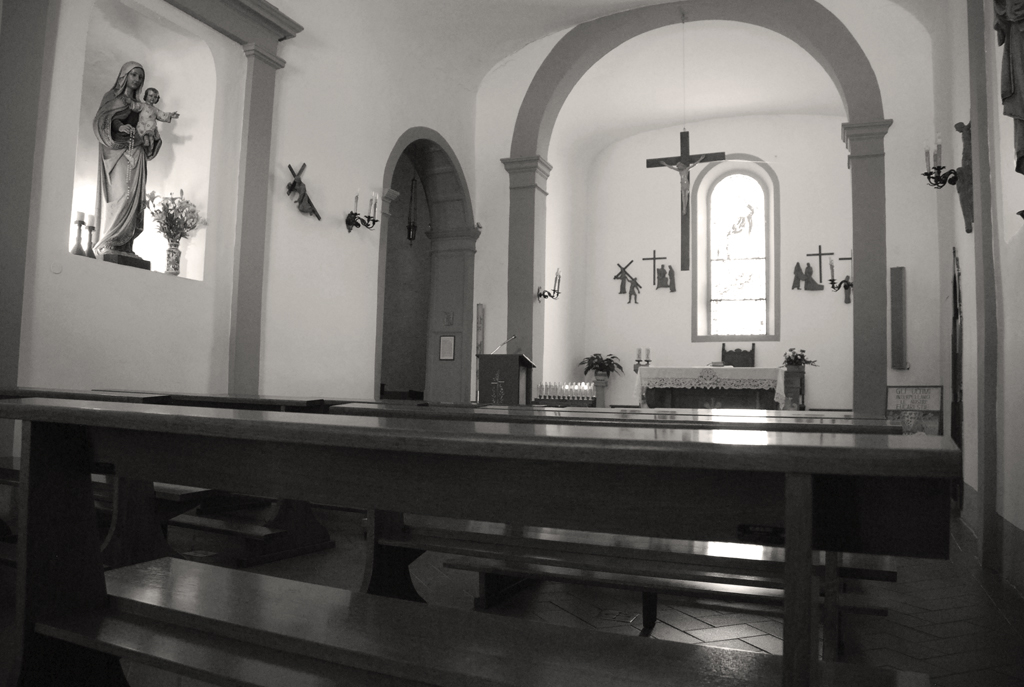
L'interno in una foto in bianco e nero

La chiesa ha origini antichissime ed è già documentata alla fine del XII secolo.
Dipendente dal Capitolo della Cattedrale, il patronato passò poi alla famiglia Leoni.
Venne ristrutturata nel 1749, quando fu elevata a prioria.
Poco o niente si è conservato dell'antico edificio e delle opere d'arte al suo interno, salvo una Croce processionale quattrocentesca in rame argentato.
All'esterno è ben visibile la torre campanaria a forma quadrata ed il loggiato.
Trovandosi al centro di una zona caratterizzata da un rapido sviluppo urbanistico, l'antica chiesa non poteva più accogliere la crescente popolazione.
A poca distanza da essa è stata perciò realizzata una nuova ampia chiesa per le celebrazioni liturgiche e le attività pastorali.